# بوفيه فلورير
بوفيه فلورير (بالإنجليزية: Bovet Fleurier SA)‏ هي علامة تجارية سويسرية لصانعي الساعات الفاخرة التي أُسسَت في 1 مايو 1822 في لندن، المملكة المتحدة بواسطة إدوارد بوفيه. تشتهر بساعات الجيب التي صنعت للسوق الصيني في القرن التاسع عشر. وتنتج اليوم ساعات فنية راقية (تتراوح أسعارها بين 18000 و 2.5 مليون دولار أمريكي) بأسلوب يشير إلى تاريخها. تشتهر الشركة بموانئها عالية الجودة (مثل طرازات Fleurier Miniature Painting) والنقش على الساعات، والتوربيون ذو السبعة أيام. كانت ساعات بوفيه الأصلية أيضًا من بين أولى الساعات التي أكدت على جمال حركاتها بإطلالات هيكلية وحركات زخرفية عالية. كانت ساعات بوفيه أيضًا من أوائل الساعات التي تضمنت عقرب الثواني، وكان لدى الشركة تقليدًا في توظيف النساء الحرفيات، وهو أمر نادر بالنسبة لشركات صناعة الساعات التقليدية في أوروبا. باسكال رافي هو المالك الحالي.

## التاريخ

### فلورييه موطن بوفيه
تم تقديم صناعة الساعات إلى بوفيه بواسطة دانيال جان جاك هنري فوشير، أحد المتدربين من Daniel Jaenrichard، في عام 1730. في ذلك الوقت كانت المنطقة معروفة بأعمال المعادن، وهي نتيجة طبيعية لرواسب الحديد المكتشفة محليًا في القرن الخامس عشر. ازدهرت صناعة الساعات في فلورييه، سويسرا وحولها خلال أواخر القرن الثامن عشر، ولكن بسبب بيع الإنتاج بالائتمان للأسواق الدولية، انخفضت الأسعار  وتسبب عدم الاستقرار الاقتصادي الناجم عن حروب نابليون في انخفاض كبير في صناعة الساعات في المنطقة. بحلول منتصف القرن التاسع عشر، أنتج فلورييه ساعات بشكل حصري تقريبًا للسوق الصينية بينما تُنسب شهرة البلدية الحالية كمركز صناعة الساعات إلى ساعات بوفيه.

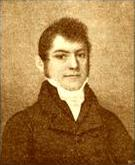
إدوارد بوفيه (1797-1849) ، مؤسس بوفيه فلورييه.

### المؤسس
كان إدوارد بوفيه (1797-1849) نجل صانع الساعات جان فريدريك بوفيه. درس الفن مع والده في فلورييه، ولكن في عام 1814 غادر المنزل لأسباب سياسية مع اثنين من أشقائه، ألفونس وفريدريك، لدراسة صناعة الساعات في لندن. بعد الدراسة في المدينة لبضع سنوات مع شركة Ilbury & Magniac، أرسل ماجنياك بوفيه إلى كانتون، الصين في عام 1818. بمجرد وصوله تقريبًا، تمكن من بيع أربع ساعات من ساعاته بما يعادل مليون دولار أمريكي بتقديرات العملة في 2008.

### القرن التاسع عشر: تأسيس الشركة والصين
تأسست شركة بوفيه الأصلية في لندن عام 1822 على يد إدوارد بوفيه لأغراض تصنيع الساعات حصريًا للسوق الصيني. يعتقد بعض مؤرخي الساعات أن الشركة تأسست في لندن بسبب سهولة شحن الساعات إلى الصين على متن السفن المتكررة لشركة الهند الشرقية. أقام أخوان إدوارد، ألفونس وفريدريك، في لندن لإدارة الشحن. كان شقيق آخر، تشارلز هنري، يدير التصنيع في فلورييه، بينما طور إدوارد السوق في كانتون.
لم تكن بوفيه أول ولا آخر شركة تستهدف سوق الساعات الصيني. شاركوها مع Ilbury و Jaques Ullmann و Vacheron Constantin، من بين آخرين. اكتشف إدوارد بوفيه إمكانات السوق الصينية كطالب في Ilbery في لندن، والذي استعار منها بعض أفكار التصميم. في حين سيطر Vacheron Constantin من عام 1820 فصاعدًا على السوق في شمال الصين الإمبراطوري، ظلت بوفيه رائدة في السوق في جنوب البلاد الأكثر اكتظاظًا بالسكان. على الرغم من أن سوق الساعات الصيني في القرن التاسع عشر كان قد سبقه من قبل عدد قليل من صانعي الساعات اليسوعيين في وقت مبكر من القرن الخامس عشر، إلا أنه بحلول أوائل القرن التاسع عشر، أصبحت صناعة الساعات في الصين منخفضة الجودة لدرجة أن الساعات الأوروبية الجديدة كانت موضع تقدير سريع.

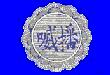
يُنطق شعار/علامة-بوفيه-التجارية بالصينية "بو وي".

على الرغم من ارتفاع سعرها، إلا أن شعبية ساعات بوفيه في الصين جعلت الشركة تلجأ إلى التعاقد مع شركات تصنيع سويسرية أخرى مثل Guinand لمساعدتها على تلبية الطلب. على الرغم من أن شركة Juvet Fleurier باعت أيضًا بعض ساعتها في الصين، إلا أنه لم يكن من غير المألوف رؤية ساعات بوفيه مع Juvet. في ثلاثينيات القرن التاسع عشر، أنشأت بوفيه مصنع في كانتون، ولكن بسبب القيود الناتجة عن حروب الأفيون، اضطروا إلى إغلاق تلك المنشأة وفتح منشأة أصغر في ماكاو. في هذا الوقت تقريبًا، أنشأت الشركة اسمًا صينيًا لتسويقه بشكل أكثر فعالية للطبقة الوسطى. أصبح الاسم الصيني لبوفيه، «بو وي»، اسمًا شائعًا للساعات في الصين لسنوات عديدة.
انهار سوق الساعات الصيني حوالي عام 1855 بسبب المنافسة من فرنسا والولايات المتحدة إلى جانب العدد الهائل من المنتجات المقلدة الصينية الصنع. بحلول عام 1864، تسببت المشاكل التي سببتها حرب الأفيون في قيام عائلة بوفيه ببيع حصتها في الشركة. باعوا الشركة لمفتشي التصنيع في فلورييه وجول جيكوييه وإرنست بوبيلييه، والذين عاجلاً ما انضم إليهم آمي لوبا. 
اعتبارًا من عام 2013، الساعات المصنوعة للسوق الصيني من قبل هذا المصنع وآخرين مثل William Ilbery من لندن تفرض أسعارًا عالية باعتبارها أغراض فنية يتم تجميعها من قِبَل هواة جمع الأشياء الفنية.

### في القرن العشرين: ما بعد الصين
بعد الإنغلاق المفترض للسوق الصيني، واصلت بوفيه تصنيع ساعات الجيب، وإن كان ذلك بسعر مخفض كثيرًا، وكثيراً ما كانت تقدم خدماتها التصنيعية على أساس تعاقدي لشركات الساعات الأخرى. اشترت عائلة Landry Freres بوفيه في عام 1888 لكنها لم تستثمر فيها. في عام 1901، تم بيع علامة بوفيه التجارية في مزاد في باريس إلى سيزار وتشارلز لوبا، أبناء آمي لوبا. اشترى جاك أولمان وشركاه، وهو منتج ناجح آخر من الساعات للسوق الصيني، ماركة بوفيه في عام 1918. بعد توقف جاك أولمان عن العمل في عام 1932، حصل ألبرت وجان بوفيه على اسم بوفيه، وكانا صانعي ساعات ناجحين وسجلوا العديد من براءات اختراع الكرونوغراف، مثل الـ mono rattrapante — وهو جهاز من شأنه أن يوقف عقرب الثانية مؤقتًا للقراءة بينما تستمر الآلية في العمل. اشترت شركة Favre-Leuba الاسم ومرافق التصنيع من الأخوين بوفيه في عام 1948.
توقفت Favre-Leuba عن إنتاج الساعات التي تحمل علامة بوفيه التجارية في عام 1950، ثم قامت بتصنيع ساعاتها الخاصة فقط من المرافق التي حصلت عليها من الأخوين بوفيه. باعت شركة فافر لوبا ماركة بوفيه ومرافقها في عام 1966 لتعاونية من صانعي الساعات الفرديين.

### الشركة الحديثة
في عام 1989، اشترت Parmigiani Fleurier بوفيه وسجلت العلامة التجارية لـ «جميع منتجات صناعة الساعات والساعات الميكانيكية والساعات والأدوات البحرية، من أصل سويسري»، ولكن لم يتم إنتاج أي ساعات تحمل علامة بوفيه التجارية. باعت برميجياني شركة بوفيه في عام 1990 للمستثمرين، وتم تأسيس شركة بوفيه فلورير. ومع ذلك، لم تصنع الشركة ساعات فعلاً إلا بعد أن استحوذ عليها روجر جوي وتييري أويليفاي في عام 1994، اللذين افتتحا مكتبًا فرعيًا في جنيف.
تم الاستحواذ على الشركة من قبل باسكال رافي، رئيسها الحالي، في 6 فبراير 2001. في يونيو 2006، اشترى السيد رافي العديد من هياكل التصنيع، مثل مجموعة STT ، التي أنتجت حركات ساعات معقدة، من أجل الحصول على تحكم كامل في جودة جميع مراحل عملية صناعة الساعات. تم تغيير اسم STT إلى "Dimier 1738 Manufacture de Haute Horlogerie Artisanale" ودخلت في إعادة هيكلة كاملة على مدار العامين المقبلين من أجل رفع المعايير إلى مستوى معايير بوفيه. كانت عملية الشراء الثانية عبارة عن ميناء مرصع بأحجار كريمة يقع في بلان لي أووات في جنيف. تم تغيير الاسم أيضًا من فالور ولوبيز وفيلا إلى "Dimier 1738 Manufacture Artisanale de Cadrans et de Sertissages." بنفس فلسفة مصنع آلية الحركة، حول السيد رافي هذا المصنع إلى مركز حرفي يوفر موانئ لبوفيه، ماركة ساعات ديمييه، ومجموعة مختارة من العملاء في صناعة الساعات الفاخرة. يوجد حاليًا حوالي 150 موظفًا في شركة بوفيه فلورير ومصنوعات ديمييه، ولا تنتج الشركة سوى أقل من 2000 ساعة في السنة. تم تجهيز بعض ساعات بوفيه الحديثة بآليات صنعتها شركة فوشير للصناعة، وهي شركة كانت تزود السوق الصيني بالساعات في القرن التاسع عشر. تنفق بوفيه القليل جدًا للإعلان وتفضل أن يكون لديها صالونات خاصة للعملاء بدلاً من حضور المعارض العامة. حوالي ثلث الساعات التي تصنعها هي قطع فريدة من نوعها يتم تصنيعها حسب الطلب.

## الساعات

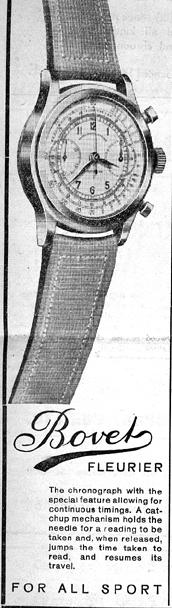
إعلان لكرونوغراف بوفيه فريررز من عام 1944 يصف الـ mono rattrapante. لاحظ الاختلاف في الشعار عن Favre-Leuba Bovet.

### إرث طراز بوفيه
تتضمن ساعات بوفيه الكثير من التفاصيل الفنية، وتمنح الشركة الحرفيين قدرًا كبيرًا من الاستقلالية في ابتكار عناصر الساعات، وبالتالي تشجيع الإبداع. تم بيع الساعات الصينية في الأصل على شكل أزواج في صندوق من خشب الماهوجني، وذلك لحسن الحظ وحتى يكون لدى المستخدم ساعة احتياطية إذا احتاج المرء إلى الإصلاح، حيث قد تستغرق الإصلاحات أحيانًا أكثر من ستة أشهر حتى تكتمل. أكدت خصائص تصميم الساعة على العناصر التي جذبت المستهلكين الصينيين. كانت إحدى هذه الخصائص الجذابة هي ميكانيكا الساعات، ولذلك شدد بوفيه على جمال الحركات بمناظرها الهيكلية وحركاتها الزخرفية للغاية، وهي الساعات الأولى التي تؤكد هذه الخصائص بهذه الطريقة. للسبب نفسه، كانت الساعات أيضًا من بين أولى الساعات التي تحتوي على عقرب للثواني. كانت زخارف المينا عادةً من المشاهد الأوروبية أو الحياة النباتية، مما جعل الساعات أكثر جاذبية للمستهلكين الصينيين، حيث كانت هذه الصور غريبة بالنسبة لهم مثل الساعات الأوروبية الصنع نفسها.
غالبًا ما تصل ساعات بوفيه الصينية الأصلية إلى أكثر من 300,000 دولار أمريكي للموديلات الأكثر تزيينيًا، وأكثر من 50,000 دولار أمريكي للموديلات الأبسط. عادة ما تباع أبسط الساعات المعدنية الصينية ذات الحالة المعتدلة مقابل 500 دولار على الأقل. أصبحت النسخ المقلدة شائعة بشكل متزايد على الإنترنت، وفي حين أن بعض المنتجات المزيفة تم إنتاجها في الصين في القرن التاسع عشر، فقد شوهدت أيضًا بعض النسخ المقلدة الحديثة، خاصة في الأسواق في أوروبا وعلى موقع إيباي.

### الكرونوغراف
احتوت الساعات التي تحمل علامة بوفيه والتي باعتها بوفيه فريرز في أوائل الأربعينيات (وربما في وقت مبكر من الثلاثينيات) وبواسطة فافر لوبا من عام 1948 إلى عام 1950 على عدد من عيارات الحركة التي صنعتها شركات أخرى. في البداية، كان التوقيع أو الشعار الموجود على قرص ساعات بوفيه فرير يحمل اسم الشركة في شكل محرف نموذجي، ولكن في أوائل الأربعينيات من القرن الماضي، كان لساعاتهم شعارها المصمم بدون كلمة «فرير». عندما اشترت فافر لوبا الشركة، تم استبدال الشعار المنمق ببساطة بـ "Bovet" في النوع العادي، ثم بنسخة منمقة من "Bovet". في الفترة الانتقالية قبل أن تتوقف ساعات فافر لوبا عن استخدام علامة بوفيه التجارية، حملت الساعات المُجمَّعة في منشأة بوفيه اسم كل من فافر لوبا وبوفيه.
أكثر أنواع عيارات الحركة شيوعًا خلال هذه الفترة هي تلك التي صنعتها Ebauches SA، وهي عيارات فالجو Valjoux ولاندرون Landeron. عيار الـ 17جوهرة الخاص بفالجو والذي يحتوي على 84 وصلة حركة كان الأكثر شيوعا لساعات كرونوجراف بوفيه، ولكن في بعض الأحيان كان يستخدم عيار 77 أيضاً. كانت وصلات الحركة الخاصة بلاندرون أكثر تنوعًا، والتي تضمنت عيار 47، 48، 51، 57، 59، 80، و81 عيارًا، وبالنسبة لنماذج التاريخ وطور القمر النادرة،  تم استخدام عيار 186. احتوت معظم ساعات بوفيه فرير على وصلات حركة فالجو، بينما احتوت معظم ساعات فافر لوبا على وصلات حركة لاندرون. لقد قيل أن فالجو كانت أفضل إنتاجية لعيارات الحركة، بل هي الأفضل في ذلك الوقت، وبمرور الوقت أصبحت لاندرون أكثر شيوعًا وأسوأ من حيث الجودة، ويقال أن الجودة الرديئة لـلاندرون كان لها تأثير سلبيعلى اسم بوفيه. تم إنتاج هذه الكرونوغرافات بأعداد كبيرة، وهي موجودة بشكل شائع على الإنترنت للشراء. كان هذا اختلافًا تجاريًا في هوية بوفيه التي تعد فريدة من نوعها في تاريخ شركة بوفيه، حيث تُعرف عادةً بالقطع الفنية الراقية، وليس المنفعة.

### استعادة طراز بوفيه
عندما بدأت الشركة في صنع الساعات مرة أخرى في التسعينيات، أنتجت أسلوبًا فريدًا للساعة يتضمن عناصر مختلفة من شكل ساعة الجيب في تصميمها مثل العروات، وفازت بجوائز بعد طرحها في عام 1997. تستخدم معظم ساعات بوفيه هذا الأسلوب اليوم. الساعات فريدة من نوعها بسبب صقلها عالي الجودة (مثل طرازات Fleurier Miniature Painting)، والنقش، وتوربيون ذاتي التعبئة ذو السبعة أيام.  تعتبر ساعات بوفيه فريدة أيضًا بالنسبة لتقليد الشركة في توظيف الحرفيات، وهو أمر نادر بالنسبة لشركات صناعة الساعات التقليدية في أوروبا. يمكن أن تكلف بعض ساعات بوفيه الحديثة ذات الإصدار المحدود أكثر من مليون دولار أمريكي، وعادة ما يتم نقل مشتري هذه الساعة إلى منشأة التصنيع في سويسرا من قبل الشركة لمشاهدة عملية الإنتاج والتعرف على الحرفيين.

## روابط خارجية
- الموقع الرسمي
 .
- FinerTimes.com عينة لبعض ساعات الكرونوغراف عالية الجودة من بوفيه.
- Antiquorum Lot 203 صورة لساعة جيب صينية تقليدية للغاية من طراز بوفيه تعود إلى القرن التاسع عشر.